# 4-я гвардейская воздушно-десантная дивизия
4-я гвардейская воздушно-десантная Овручская Краснознамённая орденов Суворова и Богдана Хмельницкого дивизия — соединение (воздушно-десантная дивизия) РККА ВС СССР в Великой Отечественной войне.

## История

Боевого Знамени

Дивизия формировалась с декабря 1942 года в Люберецком районе на базе 1-й воздушно-десантной бригады 2-го формирования, 2-й манёвренной воздушно-десантной бригады 2-го формирования и 5-й манёвренной воздушно-десантной бригады 2-го формирования. Управление 1-го воздушно-десантного корпуса (формирования 1942 года) вместе с его командиром генерал-майором Александровым было обращено на формирование управления создававшейся дивизии. 9-й гвардейский воздушно-десантный полк формировался в посёлке Дзержинский в Николо-Угрешском мужском монастыре, переформирован из 1-й воздушно-десантной бригады, 12-й гвардейский воздушно-десантный полк переформирован из 2-й манёвренной воздушно-десантной бригады, 15-й гвардейский воздушно-десантный полк переформирован из 5-й манёвренной воздушно-десантной бригады, 1-й гвардейский артиллерийский полк сформирован на базе 466-го гвардейского артиллерийского полка.
Согласно приказу о формировании гвардейских воздушно-десантных дивизий № 00253 от 8 декабря 1942 года штатная численность дивизии была установлена в количестве 10670 человек. Этим же приказом было предписано укомплектовать дивизию к 15 декабря. При этом для укомплектования артиллерийских подразделений дивизии (артполка, истребительно-противотанкового дивизиона и полковых батарей) Дальневосточному Фронту и Забайкальскому военному округу было предписано передать в воздушно-десантные войска младших артиллерийских командиров, а Средне-Азиатскому военному округу предписывалось выделить для дивизии лошадей. Согласно этому приказу в дивизии была сохранена парашютно-десантная подготовка, длительность которой была определена в четыре месяца. После формирования с 1 января по 1 февраля 1943 года дивизия находилась в Резерве Ставки ВГК.
В действующей армии во время ВОВ с 8 февраля по 26 марта 1943 года и с 3 мая 1943 года по 11 мая 1945 года
К февралю 1943 года из резерва Ставки ВГК была передана в состав 1-й ударной армии Северо-Западного фронта и переброшена под Демянск, где заняла позиции на южном фланге так называемого «рамушевского» коридора.
26 февраля 1943 года впервые вступила в бой с противником с задачей прорвать фронт вражеской обороны на участке Каркачёво — Пески и нанести удар на север в направлении деревни Глухая Горушка, расположенной на старорусском шоссе. Сломив ожесточённое сопротивление гитлеровцев, дивизия ворвалась в Кривавицы и вскоре полностью овладела этой деревней. Здесь закрепился 15-й воздушно-десантный гвардейский стрелковый полк. Продолжая развивать успех, дивизия закрепилась на участке Устье — Глухая Горушка старорусского шоссе. В связи с выходом дивизии на старорусское шоссе, противник попытался вечером 28 февраля 1943 года сбить её подразделения с захваченного накануне плацдарма на левом берегу реки Порусья и отбросить их за реку. С этой целью были нанесены мощный контрудар силами батальона с 5 танками вдоль шоссе со стороны Старой Руссы и вспомогательный контрудар ротой автоматчиков из района Пески. Не выдержав двойного удара 12-й воздушно-десантный полк отошёл в направлении Кривавицы и вскоре прочно закрепился там, сохранив за собой часть занятого ранее плацдарма. На этом рубеже дивизия оборонялась до 20 марта, ведя тяжёлые и в основном безуспешные бои по ликвидации «рамушевского» коридора, с целью отрезать демянскую группировку врага. Затем, в течение марта 1943 года пыталась прорвать оборону противника, сформированную после отвода войск противника из Демянска на запад.
26 марта 1943 года переведена на курское направление, направлена в Елец для включения в 53-ю армию резерва Ставки ВГК, где и находилась до 1 июля 1943 года.
С 4 июля 1943 года походным маршем дивизия проследовала в район Алексеевка (20 км юго-восточнее Малоархангельска). 06 — 12 июля 1943 года вела ожесточённые оборонительные бои за Поныри, в том числе и в самом посёлке. В ночь с 8 на 9 июля 1943 года вступила в бой за населённый пункт Берёзовый Лог. 12 июля началось контрнаступление. Утром перед наступлением началась обработка передовой противника — настоящее светопреставление. К вечеру, взяв станцию Поныри, дивизия пошла в наступление. 9-й гвардейский воздушно-десантный полк атаковал между двумя переездами. Позиции севернее, в сторону Орла, занимал 12-й гвардейский воздушно-десантный полк, а в сторону Ольховатки слева располагался 15-й гвардейский воздушно-десантный полк. После взятия станции, части стали продвигаться в сторону довольно большого села Поныри-1. В этих боях дивизию поддерживал 704-й отдельный бронепоезд «Лунинец». В период боёв воины дивизии показали высокую стойкость, мужество и отвагу.
С 15 июля 1943 года дивизия перешла в наступление в ходе Кромско-Орловской операции. 12 августа 1943 года дивизия освободила Дмитровск-Орловский и на 14 августа 1943 года находилась в 19 километрах севернее него.
За время операции дивизией были освобождены следующие населённые пункты: Масловка, Каменец, Новая Жизнь, Марьинский, Работьково.
В ходе Черниговско-Припятской операции дивизия наступала с 26 августа 1943 года из района Рыльска на Глухов, Конотоп, а затем повернула в сторону Прилук, и 18 сентября 1943 года участвовала в освобождении Прилук.
В конце сентября 1943 года дивизия прибыла на плацдарм в районе Домантово (Киевская область), где сменила части 70-й гвардейской стрелковой дивизии.
1 октября 1943 года дивизия форсировала реку Днепр в районе Городище, Губин, Дитятки и вела тяжёлые бои на плацдарме за его расширение, к 02 — 03 октября 1943 года продвинулась к селу Губин, развивала дальнейшее наступление, затем до ноября 1943 года находилась в жёсткой обороне.
В начале ноября 1943 года дивизия перешла в наступление в ходе Киевской наступательной операции, наступала севернее Киева, 8 ноября 1943 года частью сил вела бои за Чернобыль, Терехи, 16-17 ноября 1943 года — за Овруч, который освободила совместно с советскими и чехословацкими партизанскими соединениями и 336-й стрелковой дивизией, после чего перешла к обороне.
19 ноября 1943 года за отличие в боях при освобождении Овруча дивизия удостоена почётного наименования «Овручской».
В ходе Житомирско-Бердичевской операции дивизия наступала из района Овруча в общем направлении на Сарны.
В январе 1944 года дивизия была переброшена южнее Киева на подступы к Умани для наступления в общем направлении Звенигородка — Шпола, с задачей оборонять правый фланг 40-й армии во время Корсунь-Шевченковской операции.
С 05 марта 1944 года дивизия перешла в наступление в ходе Уманско-Ботошанской операции. 10 марта 1944 года прорвала оборону противника на участке Оратовка, Юшковцы (15-20 км северо-западнее Цибулев). К 11 марта 1944 года дивизия овладела городами Джулинка и Гайворон, расположенными на Южном Буге, 13 марта 1944 года форсировала реку Соб в районе села Старый Дашев Винницкой области. 17 марта 1944 года дивизия форсировала реку Южный Буг и освободила город Брацлав. 24 марта 1944 года дивизия подошла к реке Днестр в районе Жвана и приготовилась к нанесению удара в направлении Ломачинцев и вдоль Днестра на север. 25 марта 1944 года форсировала Днестр северо-западнее города Могилёв-Подольский, 27 марта 1944 года вела бои у села Бабин Кельменецкого района Черновицкой области, 28 марта 1944 года дивизия вела тяжёлые бои по очищению от противника южного берега Днестра, наступая на северо-запад. 3 апреля 1944 года участвовала в освобождении города Хотин, в дальнейшем продолжила наступление, форсировав Прут и Сирет, вышла к укреплённому району на румынской границе.
8 апреля 1944 года за образцовое выполнение заданий командования при форсировании реки Днестр и проявленные при этом личным составом доблесть и мужество дивизия награждена орденом Красного Знамени. 18 апреля 1944 года за отличие в боях при освобождении Хотина дивизия награждена орденом Богдана Хмельницкого 2-й степени.
До августа 1944 года дивизия оборонялась в районе Фельтичени.
С конца августа 1944 года дивизия участвовала в Ясско-Кишинёвской операции. 20 августа 1944 года, отразив контратаку противника с направления uk:Дорошкань, вела бой за Думештий. После окончания операции дивизия была передана в состав 27-й армии.
15 сентября 1944 года за образцовое выполнение боевых задач в ходе Ясско-Кишинёвской операции дивизия награждена орденом Суворова 2-й степени.
С 6 октября 1944 года дивизия принимала участие в Дебреценской операции, будучи переданной из района Клуж на Мишкольц, продолжила наступление в ходе Будапештской операции и Западно-Карпатской операции, в ходе которых вышла в район севернее Эстергома.
С 25 марта 1945 года в ходе Братиславско-Брновской операции дивизия наступала из района севернее Эстергома в направлении на Братиславу. 26 марта — 1 апреля 1945 года прорвала оборону у города Кремница (Чехословакия), 1 апреля 1945 года принимала участие в освобождении этого города, 4 апреля 1945 года участвовала в освобождении Братиславы, от неё наступала на северо-запад, 7 апреля 1945 года ведёт бои за Брайтензее, несколько продвинувшись и выйдя к 15 апреля 1945 года на рубеж реки Морава. Продвигаясь с боями, к началу мая 1945 года дивизия вышла южнее Брно, откуда начала наступление в ходе Пражской операции, закончив войну в Южночешском крае.
Воины дивизии проявили в годы войны массовый героизм в боях с немецко-фашистскими захватчиками. 10175 бойцов и командиров награждены орденами и медалями, а одиннадцати присвоено звание Героя Советского Союза.
На основании Директивы ставки ВГК № 11096 от 29 мая 1945 года дивизия вошла в Центральную группу войск с дислокацией на территории Венгрии. 13 июня 1945 года была преобразована в 111-ю гвардейскую стрелковую дивизию.

## Состав
- 9-й гвардейский воздушно-десантный стрелковый полк
- 12-й гвардейский воздушно-десантный стрелковый полк
- 15-й гвардейский воздушно-десантный стрелковый полк
- 1-й гвардейский артиллерийский воздушно-десантный полк
- 6-й гвардейский отдельный истребительно-противотанковый дивизион
- 3-я отдельная гвардейская разведывательная рота
- 5-й отдельный гвардейский сапёрный батальон
- 13-я отдельная гвардейская рота связи (с 2 декабря 1944 года — 172 отдельный гвардейский батальон связи)[5]
- 11-й отдельный медико-санитарный батальон
- 7-я гвардейская отдельная рота химической защиты
- 8-я гвардейская автотранспортная рота
- 10-я полевая хлебопекарня
- 12-й дивизионный ветеринарный лазарет
- 2398-я полевая почтовая станция
- 1816-я полевая касса Государственного банка

Периоды вхождения в состав Действующей армии:
- 8 февраля 1943 года −26 марта 1943 года;
- 3 мая 1943 года — 11 мая 1945 года.

Перечень № 6: Кавалерийские, танковые, воздушно-десантные дивизии и управления артиллерийских, зенитно-артиллерийских, минометных, авиационных и истребительных дивизий, входивших в состав действующей армии в годы Великой Отечественной войны 1941—1945 гг. / А. П. Покровский. — М.: Министерство обороны, 1965. — 77 с.

## Подчинение
| Дата            | Фронт (округ)         | Армия                 | Корпус                             | Примечания |
| --------------- | --------------------- | --------------------- | ---------------------------------- | ---------- |
| 01.01.1943 года | Резерв Ставки ВГК     | -                     | -                                  | -          |
| 01.02.1943 года | Резерв Ставки ВГК     | -                     | -                                  | -          |
| 01.03.1943 года | Северо-Западный фронт | 1-я ударная армия     | -                                  | -          |
| 01.04.1943 года | Резерв Ставки ВГК     | 53-я армия            | -                                  | -          |
| 01.05.1943 года | Резерв Ставки ВГК     | 53-я армия            | -                                  | -          |
| 01.06.1943 года | Центральный фронт     | 13-я армия            | 18-й гвардейский стрелковый корпус | -          |
| 01.07.1943 года | Центральный фронт     | 13-я армия            | 18-й гвардейский стрелковый корпус | -          |
| 01.08.1943 года | Центральный фронт     | 13-я армия            | 18-й гвардейский стрелковый корпус | -          |
| 01.09.1943 года | Центральный фронт     | 60-я армия            | 18-й гвардейский стрелковый корпус | -          |
| 01.10.1943 года | Центральный фронт     | 60-я армия            | 18-й гвардейский стрелковый корпус | -          |
| 01.11.1943 года | 1-й Украинский фронт  | 60-я армия            | 18-й гвардейский стрелковый корпус | -          |
| 01.12.1943 года | 1-й Украинский фронт  | 13-я армия            | 18-й гвардейский стрелковый корпус | -          |
| 01.01.1944 года | 1-й Украинский фронт  | 13-я армия            | 28-й стрелковый корпус             | -          |
| 01.02.1944 года | 1-й Украинский фронт  | 40-я армия            | 50-й стрелковый корпус             | -          |
| 01.03.1944 года | 2-й Украинский фронт  | 40-я армия            | 50-й стрелковый корпус             | -          |
| 01.04.1944 года | 2-й Украинский фронт  | 40-я армия            | 50-й стрелковый корпус             | -          |
| 01.05.1944 года | 2-й Украинский фронт  | 40-я армия            | 104-й стрелковый корпус            | -          |
| 01.06.1944 года | 2-й Украинский фронт  | 40-я армия            | 104-й стрелковый корпус            | -          |
| 01.07.1944 года | 2-й Украинский фронт  | 40-я армия            | 104-й стрелковый корпус            | -          |
| 01.08.1944 года | 2-й Украинский фронт  | 40-я армия            | 51-й стрелковый корпус             | -          |
| 01.09.1944 года | 2-й Украинский фронт  | 27-я армия            | 104-й стрелковый корпус            | -          |
| 01.10.1944 года | 2-й Украинский фронт  | 27-я армия            | 104-й стрелковый корпус            | -          |
| 01.11.1944 года | 2-й Украинский фронт  | 27-я армия            | 104-й стрелковый корпус            | -          |
| 01.12.1944 года | 2-й Украинский фронт  | 27-я армия            | 104-й стрелковый корпус            | -          |
| 01.01.1945 года | 2-й Украинский фронт  | 27-я армия            | 104-й стрелковый корпус            | -          |
| 01.02.1945 года | 2-й Украинский фронт  | -                     | -                                  | -          |
| 01.03.1945 года | 2-й Украинский фронт  | 7-я гвардейская армия | 25-й гвардейский стрелковый корпус | -          |
| 01.04.1945 года | 2-й Украинский фронт  | 7-я гвардейская армия | 25-й гвардейский стрелковый корпус | -          |
| 01.05.1945 года | 2-й Украинский фронт  | 7-я гвардейская армия | 25-й гвардейский стрелковый корпус | -          |

## Командиры дивизии
- Александров, Пётр Алексеевич (08.12.1942 — 18.04.1943), генерал-майор;
- Румянцев, Александр Дмитриевич (19.04.1943 — 20.09.1944), генерал-майор;
- Кострыкин, Алексей Павлович (21.09.1944 — 28.10.1944), полковник;
- Ерёмин, Николай Владимирович (29.10.1944 — 11.05.1945), полковник генерал-майор.

## Награды и наименования
| Награда (наименование)                | Дата                  | За что награждена |
| ------------------------------------- | --------------------- | --- |
| Почётное звание «Гвардейская»         | декабрь 1942 года     | почётное звание присвоено приказом Народного комиссара обороны СССР при формировании. |
| Почётное наименование «Овручская»     | 19 ноября 1943 года   | почётное наименование присвоено приказом Верховного Главнокомандующего от 19 ноября 1943 года в ознаменование одержанной победы и отличие в боях за освобождение города Овруч |
| Орден Красного Знамени                | 8 апреля 1944 года    | награждена указом Президиума Верховного Совета СССР от 8 апреля 1944 года за образцовое выполнение боевых заданий командования при форсировании Днестра, овладении городом и важным железнодорожным узлом Бельцы, выход на государственную границу и проявленные при этом доблесть и мужество. |
| Орден Богдана Хмельницкого II степени | 18 апреля 1944 года   | награждена указом Президиума Верховного Совета СССР от 18 апреля 1944 года за образцовое выполнение боевых заданий командования в боях за освобождении города Хотин и проявленные при этом доблесть и мужество.                                                                                |
| Орден Суворова II степени             | 15 сентября 1944 года | награждена указом Президиума Верховного Совета СССР от 15 сентября 1944 года за образцовое выполнение боевых заданий командования в боях с немецкими захватчиками, за овладение городом Плоешти и проявленные при этом доблесть и мужество.                                                    |

Награды частей дивизии:
- 9-й гвардейский воздушно-десантный Фокшанский[9] Краснознамённый[10] ордена Суворова[11] полк
- 12-й гвардейский воздушно-десантный Фокшанский[9] ордена Суворова[12] полк
- 15-й гвардейский воздушно-десантный Рымникский[9] Краснознамённый[12] полк
- 1-й гвардейский артиллерийский Фокшанский[9] ордена Суворова[11] полк

## Отличившиеся воины дивизии
| Награда | Ф. И. О.                     | Должность                                                                                         | Звание                  | Дата награждения                 | Примечания                                          |
| ------- | ---------------------------- | ------------------------------------------------------------------------------------------------- | ----------------------- | -------------------------------- | --------------------------------------------------- |
|         | Бастраков, Георгий Фёдорович | Командир роты автоматчиков 15-го гвардейского воздушно-десантного полка                           | Гвардии лейтенант       | 17.10.1943                       | Погиб 27 января 1944 г.                             |
|         | Биренбойм, Яков Абрамович    | Командир 15-го гвардейского воздушно-десантного полка                                             | Гвардии подполковник    | 17.10.1943                       | посмертно                                           |
|         | Володин Александр Фёдорович  | Старший инструктор политотдела                                                                    | Гвардии капитан         | 13.09.1944                       | посмертно                                           |
|         | Габов, Николай Николаевич    | Разведчик штабной батареи 1-го гвардейского артполка                                              | Гвардии красноармеец    | 13.09.1944                       | Умер 15 марта 1982 года, похоронен в Новочеркасске. |
|         | Жеребцов, Иван Иванович      | Командир отделения 12-го гвардейского воздушно-десантного полка                                   | Гвардии старший сержант | 13.09.1944                       | посмертно                                           |
|         | Жуков, Александр Петрович    | Командир батальона 9-го гвардейского воздушно-десантного полка                                    | Гвардии капитан         | 10.01.1944                       | посмертно                                           |
|         | Клоков, Пётр Яковлевич       | Командир отделения 9-го гвардейского воздушно-десантного полка                                    | Гвардии сержант         | 10.01.1944                       | Умер в 1989 году.                                   |
|         | Козьяков, Николай Дмитриевич | Заместитель командира батальона по политической части 9-го гвардейского воздушно-десантного полка | Гвардии капитан         | 10.01.1944                       | посмертно                                           |
|         | Копытов, Михаил Борисович    | Разведчик 9-го гвардейского воздушно-десантного полка                                             | Гвардии ефрейтор        | 10.01.1944                       |                                                     |
|         | Минин, Григорий Васильевич   | помощник командира взвода 3-й отдельной гвардейской разведывательной роты                         | Гвардии старший сержант | 15.05.1946                       |                                                     |
|         | Николенко, Павел Фёдорович   | Командир 3-й стрелковой роты 12-го гвардейского воздушно-десантного полка                         | Гвардии лейтенант       | 17.10.1943                       | Скончался в Харькове 3 января 1983 года.            |
|         | Тартыков, Семён Владимирович | Снайпер 1-го батальона 12-го гвардейского воздушно-десантного полка                               | Гвардии ефрейтор        | 13.09.1944                       | посмертно                                           |
|         | Трифонов, Андрей Алексеевич  | Командир отделения 50-го отдельного гвардейского воздушно-десантного сапёрного батальона          | Гвардии старший сержант | 31.12.1943 17.09.1944 15.05.1946 | Умер 28 декабря 1986 года.                          |

## Память

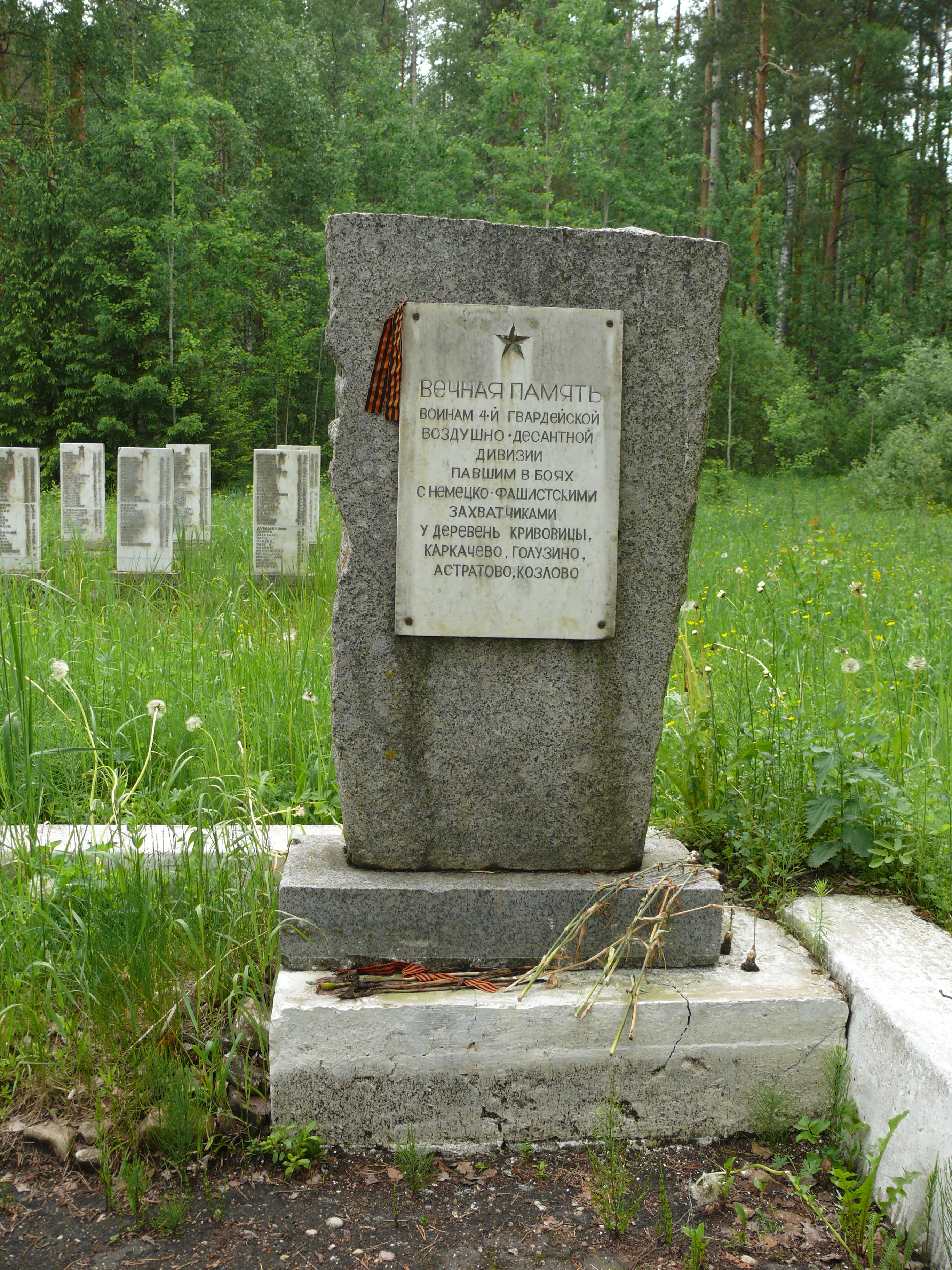
Мемориал павшим воинам на автодороге Р-51 в районе деревни Бураково Поддорского района Новгородской области

- 76-мм пушка (Мемориал воинам 4-й гвардейской воздушно-десантной дивизии). 89-й километр шоссе Новгород-Холм.[15]
- Памятный знак на месте боёв 4 гвардейской воздушно-десантной дивизии, 1942—1944 гг. Село Устье Поддорского района Новгородской области[16]
- Государственный Поныровский историко-мемориальный музей[17]
- Мемориальный комплекс «Героям Северного фаса Курской дуги» Привокзальная площадь посёлка Поныри[18]
- Музей боевой славы школы № 6 г. Раменское[19]
- Военно-исторический мемориальный музей боевой славы ГОУ СОШ № 1279 города Москва[20]
- Зал боевой и трудовой славы в основной общеобразовательной школе № 84 Краснодара[21]
- Улица Героев-десантников город Поныри.[22]
- Поэма «Поныри» Евгения Долматовского[23]
- Сайт памяти дивизии[24]